# Sacco di Roma
Nem tévesztendő össze az ókori Róma kirablásával I. Alarik nyugati gót király csapatai által, Kr. u. 410. augusztus 24-én.
A Sacco di Roma olasz kifejezéssel hagyományosan Róma feldúlását és kifosztását jelölik, amely 1527. május 6-án a város elfoglalásával kezdődött, egy teljes hónapon át tartott, és június 7-én, a VII. Kelemen pápa foglyul ejtésével hagyott alább. Amikor az I./V. Károly spanyol és német király (1530-tól császár) és I. Ferenc francia király között folyó itáliai háborúk harcaiban átmeneti szünet állt be, V. Károly tétlen és fizetetlen német–spanyol zsoldosai a tőle elpártolt, és a cognaci liga szövetségéhez húzó pápa székvárosa ellen fordultak. A szinte védtelen várost a spanyol és német martalócok rövid ostrommal bevették, majd szisztematikusan kirabolták, az ellenállókat lemészárolták, a nőket megerőszakolták. Az öldöklésben a római lakosság fele odaveszett. VII. Kelemen pápa csak politikai engedmények és magas váltságdíj ellenében szabadulhatott ki, ezután ismét V. Károly szövetségére tért, és 1530-ban római császárrá koronázta őt.

## Előzményei
Észak-Itália birtoklásáért 1494 óta folyt az itáliai háborúk sorozata a Velencei Köztársaság, Franciaország és a Habsburg Spanyolország között. (A Habsburg uralkodó német császári erőket is felvonultatott ebben a küzdelemben). 1521–26 között is az egyik ilyen háború zajlott a későbbi V. Károly német-római császár és I. Ferenc francia király között, amelynek az itáliai hegemónián túl Burgundia koronája is tétje volt. VI. Adorján pápa a császárt támogatta. 1522 áprilisában a bicoccai csatában a francia csapatok súlyos vereséget szenvedtek a császáriaktól. A németalföldi származású Adorján pápa 1523 szeptemberében elhunyt. Utódját, VII. Kelement, Giuliano de’ Medici házasságon kívül született fiát V. Károly segítségével választották pápává.
VII. Kelemen azonban a nagy reneszánsz katonapápák örökébe kívánt lépni, a pápai állam világi főhatalmát egész Itáliára ki akarta terjeszteni. A nagyhatalmi konfliktusokat jó alkalomnak látta tervei realizálására. A bicoccai csata nyomán kialakult helyzetet kihasználva tárgyalásba bocsátkozott I. Ferenc francia királlyal, aki odaígérte neki a Milánói Hercegséget. (A tartomány ekkor nem állt francia ellenőrzés alatt, az átengedést a visszafoglalás után tervezték realizálni.) VII. Kelemen felmondta a szövetséget V. Károllyal. Nyilvánosan megvádolta őt, hogy „igazolhatatlan háborút folytat egy keresztény testvére ellen”, hogy saját birodalmának területét növelje és Habsburg dominanciát kényszerítsen Itáliára. A pápai állásfoglalás megnehezítette a Habsburg-diplomácia helyzetét.
1524 augusztusában V. Károly csapatai megostromolták Marseille-t, de kudarcot vallottak. Francia támadások érték őket, Paviáig vissza kellett vonulniuk. 1525 februárjában azonban a paviai csatában a császáriak döntő vereséget mértek a francia haderőre, magát I. Ferenc királyt elfogták és fogolyként Madridba vitték. Fogságában aláírta a madridi békeszerződést, amelyben lemondott minden észak-itáliai igényéről. V. Károly ezután (tanácsadóinak véleményét figyelmen kívül hagyva) szabadon bocsátotta Ferencet, bár helyette túszként visszatartotta annak két fiát.
1525. július 15-én az V. Károly parancsnoksága alatt álló német zsoldos csapatok elfoglalták az umbriai Narni városát, amelyet kiraboltak, leromboltak, majd felgyújtottak. A porig égett város soha többé nem heverte ki a pusztítást, fejlődése megtört, vezető kereskedelmi szerepét végleg elveszítette. A történtek a zsoldos hadseregek újszerű, totális hadviselési módját mutatták, amit két évvel később Róma városában is alkalmaztak.
Ferenc király kiszabadulva azonnal érvénytelennek jelentette ki a madridi békeszerződést, mondván, fenyegetés hatására írta azt alá. Ezzel az indokkal VII. Kelemen pápa is feloldozta őt az esküszegés bűne alól, és megtagadta a madridi béke elismerését. Ezután Ferenc király, Kelemen pápa, valamint II. Francesco Sforza, Milánó hercege, a Velencei Köztársaság és még néhány kisebb északi-itáliai fejedelem, akik tartottak V. Károly növekvő itáliai hatalmától, 1526-ban megkötötték a franciabarát „Cognaci Szent Ligát”.
1526 őszén V. Károly nagy erejű, 12 000 főnyi német zsoldos hadserege átkelt az Alpokon és Lombardiába érkezett, köztük a paviai veteránok, a tapasztalt Georg (Jörg) von Frundsberg kapitány parancsnoksága alatt. Nagyon rossz hírük volt. Narni, Pavia és Ravenna feldúlásának híre már elterjedt egész Itáliában. Veszélyességüket növelte, hogy V. Károly öccse, Ferdinánd osztrák főherceg nem fizette ki a zsoldjukat. A császár Lombardiában rendelte el az összpontosítást. A cognaci liga hadserege Governolónál, (ma Roncoferraro része) a Mincio folyó hídjánál megpróbálta útjukat állni, de vezérük, Giovanni de’ Medici condottiere ágyúgolyótól találva elesett. A németek háborítatlanul megérkeztek Lombardiába.
Charles de Bourbon herceg, Montpensier grófja, királyi főlovászmester (connétable de Bourbon), kiváló hadvezér már 1524-ben átállt I. Ferenc oldaláról a császárhoz. 1527 elején Milánóból megérkező csapatai a német lándzsások (landsknechtek) seregét erősítették. Csatlakoztak hozzájuk V. Károly (katolikus) spanyol katonái, meg itáliai szabadcsapatok is, élükön zsoldoskapitányokkal és Philibert de Chalon-Arlay-val, Oránia hercegével, aki szintén Ferenctől pártolt át a Habsburg uralkodóhoz. Minden készen állt a cognaci liga elleni hadjáratra.
A madridi békeszerződés érvénytelenítése miatt azonban V. Károly nem juthatott az általa követelt észak-itáliai hercegségek birtokába. Az innen remélt adók elmaradása súlyos hiányt idézett elő a német–spanyol zsoldos haderő finanszírozásában. VIII. Henrik angol király is átállt V. Károly oldaláról a cognaci ligához. Károly helyzetét súlyosbította a Német-római Birodalmon belül a lutheránusok és katolikusok közötti vallási ellentét éleződése (az 1521-es wormsi birodalmi gyűlés óta). Károly német lándzsásai évek óta közvetett módon a pápa hatalmi politikája ellen küzdöttek, miközben – mint a katolikus császár katonái – nem támadhattak közvetlenül a pápai állam ellen. Az Észak-Itáliában álló birodalmi hadsereg katonái bizonytalan helyzetbe jutottak. Az 1525-ös paviai csata óta rendszeres javadalmazásuk megszűnt, nem kaptak erősítést, ellátásukról maguknak kellett gondoskodniuk (ez leginkább rekvirálás és rablás útján történt).

## A zsoldosok zendülése

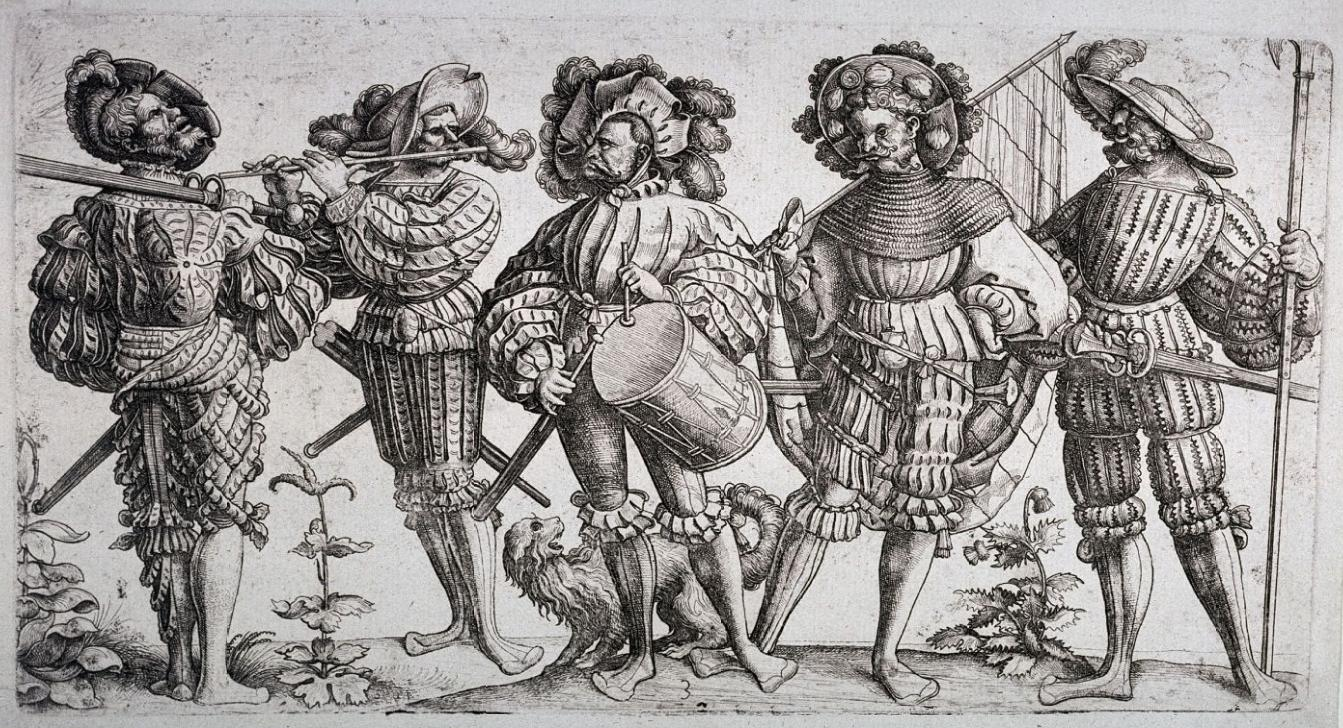
Német landsknechtek (lándzsások), a 16. század elején

A katonák ellátatlansága zsoldoslázadással fenyegetett, ezért a haditanács zsákmányszerző hadjáratot mérlegelt. Firenze vagy Róma megsarcolását tűzték ki, és délnek indultak. A német lándzsások parancsnoka, Georg von Frundsberg katonáit megfékezni igyekezvén, agyvérzést kapott, és cselekvésképtelenné vált. Az új parancsnok, Charles de Bourbon herceg, Montpensier grófja engedett a katonák követelésének. Először Firenze alá vezette csapatait, ahol elmaradt zsoldjukat és ellátásukat akarták behajtani. A cognaci liga egy csapata azonban a város környékén állomásozott, és visszaverte az első támadást. A zsoldosok ostromolni kezdték a várost. A környéken viszont nem találtak elegendő élelmiszert, helyzetük gyorsan romlott. 1527. március 16-án újabb lázadás tört ki, a zsoldosok megtagadtak minden további parancsot. Nehéz ostromgépeiket Firenze falai alatt hagyva egyenesen Róma felé indultak, hogy bosszút álljanak VII. Kelemen pápán, akit minden bajuk okozójának kiáltottak ki. A hadsereg végigpusztította egész Romagna tartományt, és átkelni készült az Appennineken. A lakosság tömegesen menekült előlük.

## Róma ostroma

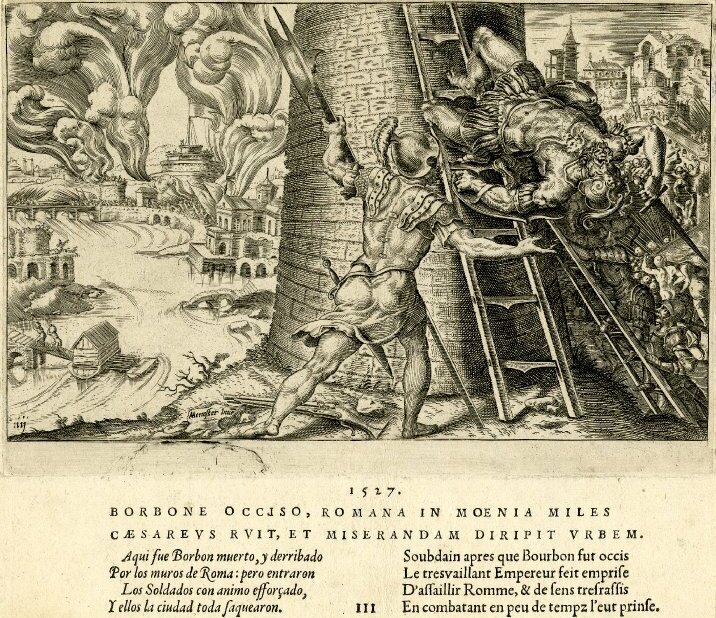
Charles de Bourbon halála Róma ostrománál, a védők halálra sebezték egy szakállas puskával (Martin van Heemskerck metszete, 1555-ből)

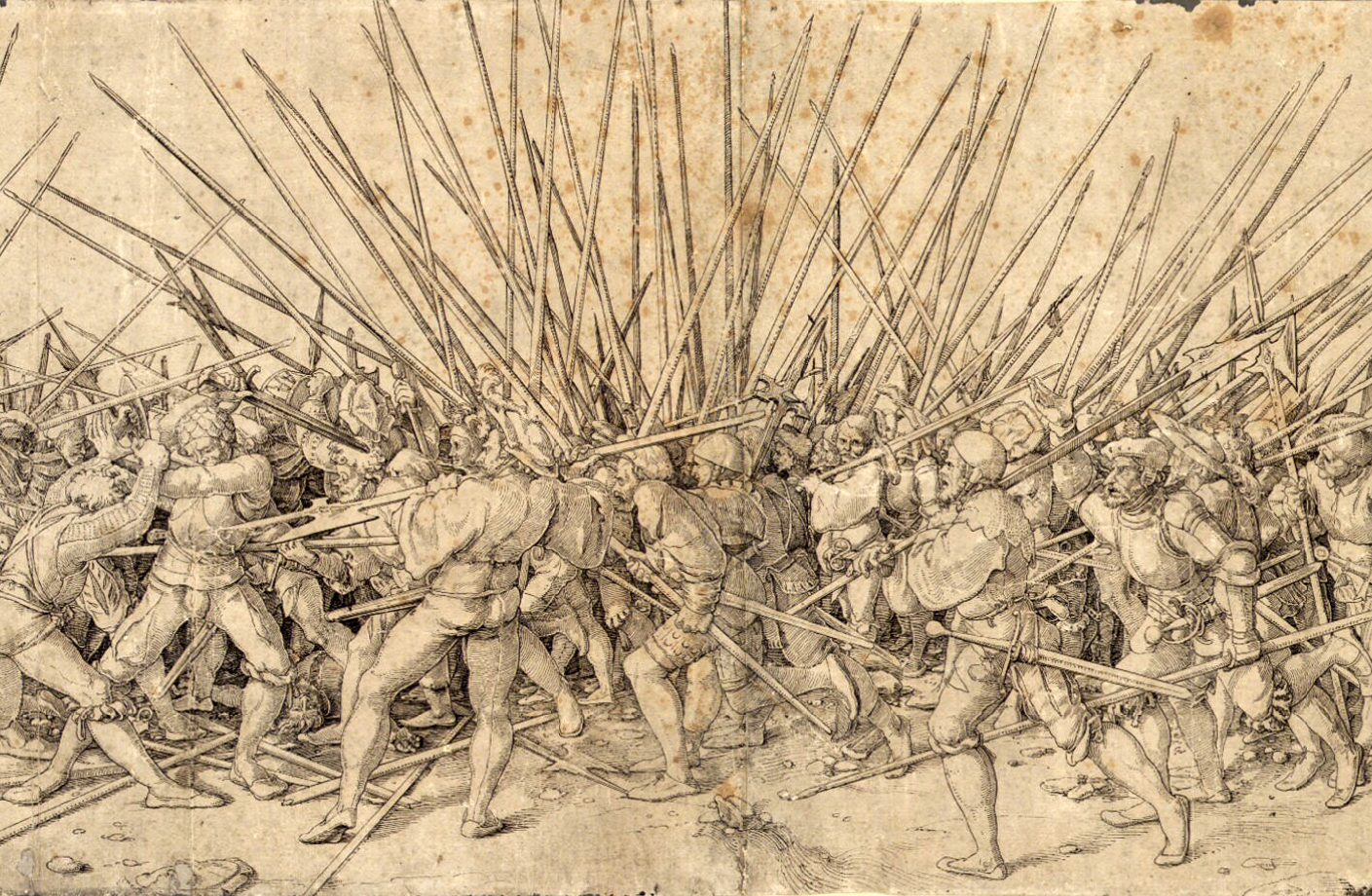
Svájci gárdisták gyilkos közelharcban német landsknechtek ellen (Ifj. Hans Holbein korabeli rajza)

Róma, a pápai állam fővárosa, amely a reneszánsz időkben Itália leggazdagabb városa volt, nem volt felkészülve ekkora erejű hivatásos hadsereg koncentrált, közvetlen támadására. Amikor a német–spanyol haderő átkelt az Appennineken, a pápa végveszélyben látta városát. Segélykérő leveleire nem érkezett válasz. Mivel a közeledő hadsereg alapvetően sarcolni indult, Kelemen pápa megpróbálta hatalmas összeggel megvásárolni Bourbon Károlyt. A herceg visszautasította a megvesztegetést, ennek pontos indoka nem ismeretes. Más forrás szerint Károly húsz zsáknyi aranyat követelt, Kelemen csak a felét ajánlotta, így az alku kudarcba fulladt. De maga Károly sem tudta már engedelmességre szorítani fellázadt zsoldosseregét. Ugyanakkor Róma védelmére a pápa nem adott elég pénzt. Néhány ezer embert tudtak toborozni, a pápa egyik unokaöccse, az Orsini-családból való Renzo di Ceri és Orazio Baglioni condottiere parancsnoksága alatt, ezek egy része tapasztalatlan újonc, iparos, parasztfiú volt. A tehetős római polgárok egy része elmenekült a városból.
1527. május 4-én az ellenséges hadsereg, amely mintegy 24 000 katonából állt, német lándzsásokból, spanyol zsoldosokból és a pápaellenes fejedelemségekből toborzott olasz condottierékből állt, beözönlött Róma elővárosaiba. A várost jól ismerő kapitányok biztosra mentek: nem próbálkoztak a Tiberis északi-keleti partján, a síkság felé néző erős római városfalakkal. A város két leggyengébb pontjára összpontosították erőiket: a németek a Trastevere felől, a spanyolok és olaszok a Vatikánon keresztül támadtak.
[0Május 6-án hajnalban megindították a rohamot. A kis számú városi őrség, milícia és a pápai gárda hősiesen, de esélytelenül szállt szembe a harcedzett hivatásos túlerővel. A városfalakat ostromlétrákkal mászták meg. A támadók nagy veszteségeket szenvedtek, mert ostromgépek és tüzérség nélkül folytatták a támadást. A lándzsások már a délelőtt folyamán betörtek a városba. Magát Bourbon Károly herceget, a vezért, aki szintén egy ostromlétrán igyekezett feljutni a falra, egy szakállas puska lövése leterítette. A mesteri lövést Benvenuto Cellini adta le (vagy legalábbis később a magáénak vallotta). A pápai szolgálatban álló ötvös-festőművész a városfalakon, majd később az Angyalvárban harcolt. A vezérüket vesztett zsoldosok megvadultak, néhány órán belül áttörtek a védőkön, és bejutottak a városba.
A pápa testőrsége, a Svájci Gárda Kaspar Röist (Gaspard Rois) zürichi kapitány vezetésével a Szent Péter téren vonta össze erőit, hogy megvédelmezhesse az egyházfő életét. A végsőkig kitartottak, az egyenlőtlen harcban a gárdisták háromnegyed része elesett, 189 főből 51-en maradtak életben. A Svájci Gárda a mai napig ezen a napon, minden év május 6-án megemlékezik a Sacco di Roma védelmi harcaiban elesett tagjairól, s ezen a napon tartják az újoncok ünnepélyes felesketését is Rómában.
A svájci gárda önfeláldozása megmentette VII. Kelemen pápa életét. A pápa – 42 gárdistájával – a védhetetlen Szent Péter-székesegyházból még átmenekülhetett az Angyalvárba, a titkos Borgó-átjárón (Passetto di Borgo) keresztül. Számos menekülő követte a pápát, nemesek, bíborosok, polgárok, kurtizánok, aki csak tehette. A várost elárasztó német zsoldosok egy csapata, Sebastian Schertlin von Burtenbach császári kapitány parancsnoksága alatt ostrom alá fogta az Angyalvárat. Schertlin lutheránus katonái a bennszorult védőket Éljen Luther pápa! kiáltásokkal ingerelték.
Tüzérség nélkül az Angyalvár bevehetetlen volt. Philibert de Chalon-Arlay, Oránia hercege, aki átvette a városba benyomult csapatok parancsnokságát, támadást rendelt a Teverén túli városrészek ellen is. Délután a németek és velük szövetséges olaszok áttörtek a Porta San Pancrazio és a Porta Settimiana kapuk között, estére a császáriak a Ponte Sisto hídon átkeltek a folyón. Egész Róma a kezükre került.
Az éjszaka beálltával a harc elült, a császáriak rendezték soraikat, és tábort vertek. A német zsoldosok a Campo de’ Fiorin, a spanyolok a Piazza Navonán, az olaszok az Angyalvár hídjánál és a Campo Marzión táboroztak. Az elesett Charles de Bourbon herceget katonái az elfoglalt Sixtus-kápolnában ravatalozták fel.

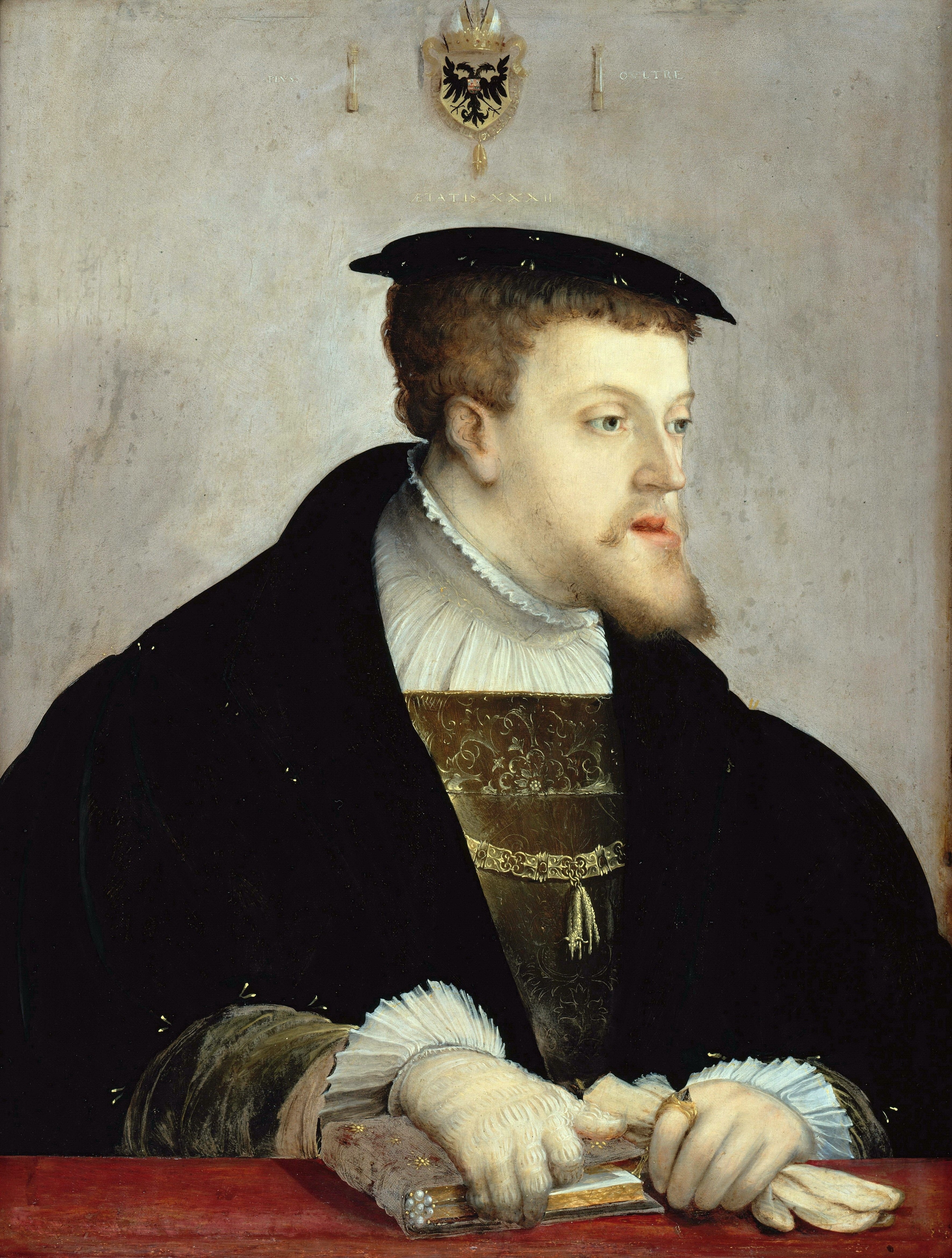
V. Károly német és spanyol király (1530-tól császár)
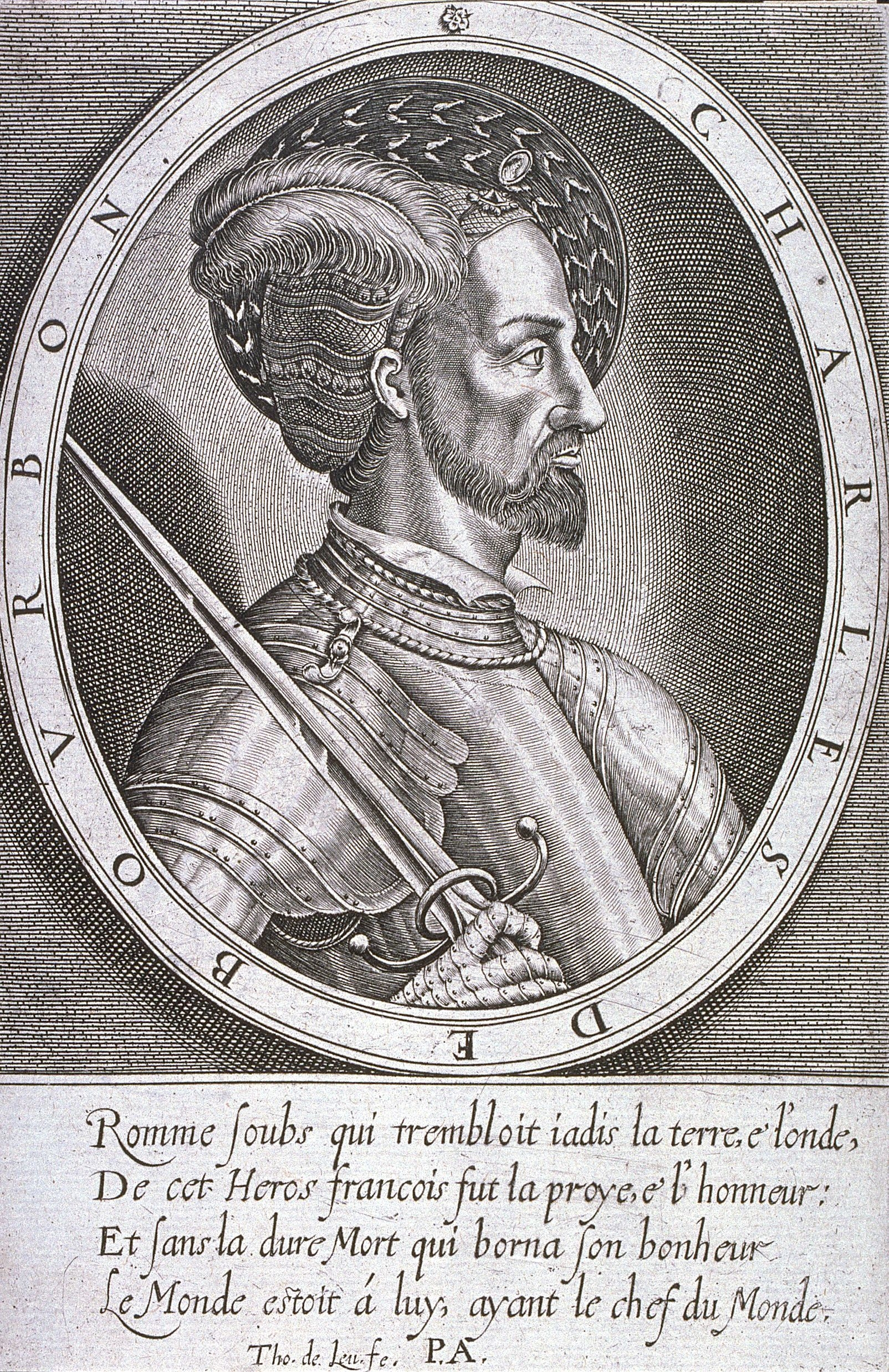
Charles de Bourbon herceg, Montpensier grófja
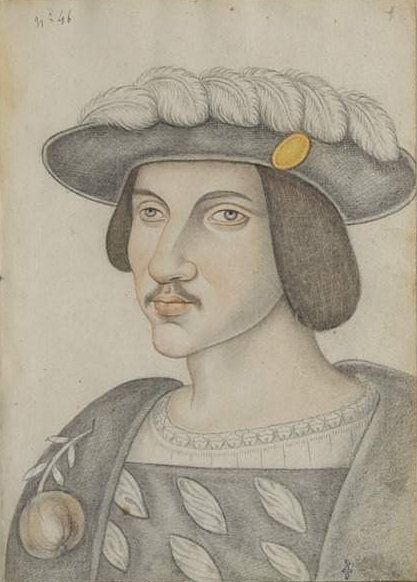
Philibert de Chalon-Arlay, Oránia hercege
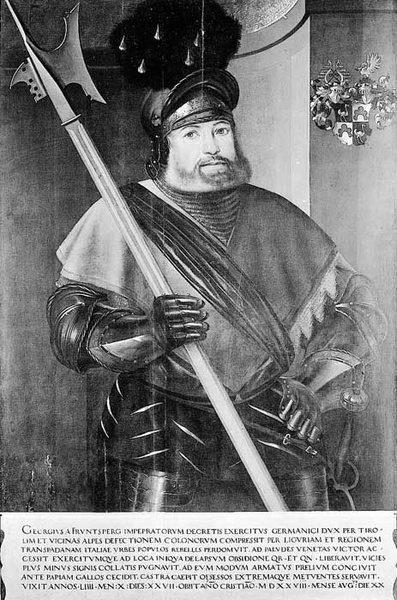
Georg (Jörg) von Frundsberg zsoldoskapitány
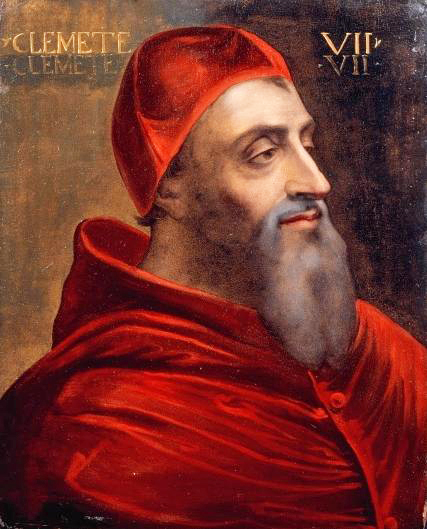
VII. Kelemen pápa (Giulio de’ Medici)

## Róma kirablása
Éjfélkor a kapitányok megadták a jelet, és megkezdődhetett a három napra engedélyezett szabad rablás. Mintegy 30 000 katona és gyülevész martalóc indult zsákmányszerző útjára. Házról házra haladó, szisztematikus gyilkolás, rablás kezdődött. A templomokat, palotákat, kórházakat és magánházakat kifosztották és felgyújtották, a lakók és a személyzet ellenállást tanúsító tagjait lemészárolták, a nőket megerőszakolták. A saját házukban elfogott polgárokat kegyetlen kínvallatásnak vetették alá, hogy elrejtett értékeiket megszerezzék. Az arisztokraták és a legmagasabb főpapság erődszerű, nehezebben bevehető palotáinak kapuját lőporral robbantották fel, vagy a ház teljes lerombolásával fenyegetve annak gazdáitól csillagászati összegű pénzbeli megváltást kényszerítettek ki. Ugyanígy jártak el az elfogott főnemesekkel, gazdag kereskedőkkel és egyházi főméltóságokkal is: életüket (és néha a szabadságukat) hatalmas összegű váltságdíj lefizetése fejében tarthatták meg.
A nagyobb hatékonyság érdekében a spanyol bíborosok palotáiba a németek törtek be, a németekéibe meg a spanyolok. Az olasz kapitányok helyismeretük révén csalhatatlanul megtalálták a leggazdagabb házakat, és pénzt, kincseket zsaroltak honfitársaiktól. A császári lovasság parancsnoka, V. Károly egyik legkiválóbb katonája, Ferrante Gonzaga herceg saját édesanyjának palotáját „látogatta” meg. Isabella Gonzaga gazdag menekülők tömegeit fogadta be a házába, saját fia ezektől szedett be 10 000 arany forintot.
A nőket – köztük a kolostorokban élő apácákat is – a katonák tömegesen megerőszakolták, és heteken át a tábori bordélyokban fogságba vetették, és prostitúcióra kényszerítették. Életben maradt szemtanúk szerint a város piacterein a katonák úgy adták-vették az elfogott apácákat, mint a keleti rabszolgapiacokon. Mai elemzések úgy számolnak, hogy a pusztítás heteiben legalább 30 000 polgári lakost gyilkoltak le, a város akkori lakosságának felét (!). Korabeli írástudók szerint „az utcákat teljesen beborították a hullák, a kövezetet nem is lehetett látni”. A temetetlen halottak miatt pestisjárvány is sújtotta a túlélőket.
Maga Philibert de Chalon-Arlay, Oránia hercege a Vatikáni Apostoli Könyvtárban ütötte fel saját szállását, ezzel megmentette a pápák könyvtárát a felégetéstől és kirablástól. Amikor a szabad rablásra engedélyezett három nap letelt, a herceg elrendelte a fosztogatás beszüntetését, de senki sem engedelmeskedett neki. A császári katonák fegyelme széthullott, nem hagytak fel a rablással, mulatozással és a nők megerőszakolásával. Ez katonai kockázatot hordozott: a pápa szövetségesének, Urbino hercegének csapatai Róma közelében álltak, váratlan támadásuk súlyos következményekkel járt volna a városba szorult, nehézfegyverek nélküli császáriakra. De ez a támadás elmaradt.
A tulajdonképpeni féktelen mészárlás és fosztogatás nyolc napig tartott, utána a város rendszeres átkutatása folyt, házról házra haladva. A sírokat és a csatornákat is feltúrták, elrejtett kincsek után kutatva. A fosztogatás során a korabeli Róma páratlan művészi értékeinek, műtárgyainak mintegy 90%-át elrabolták, köztük a templomok arany kegytárgyainak teljes egészét. Sok műalkotást, amit nem tudtak elvinni, tönkretettek. A zsoldosok által begyűjtött zsákmány értékét 10 millió dukátra (20 millió arany forintra) becsülik. A zsoldosok gazdag prédával megrakodva készültek haza.

## A pápa kapitulációja

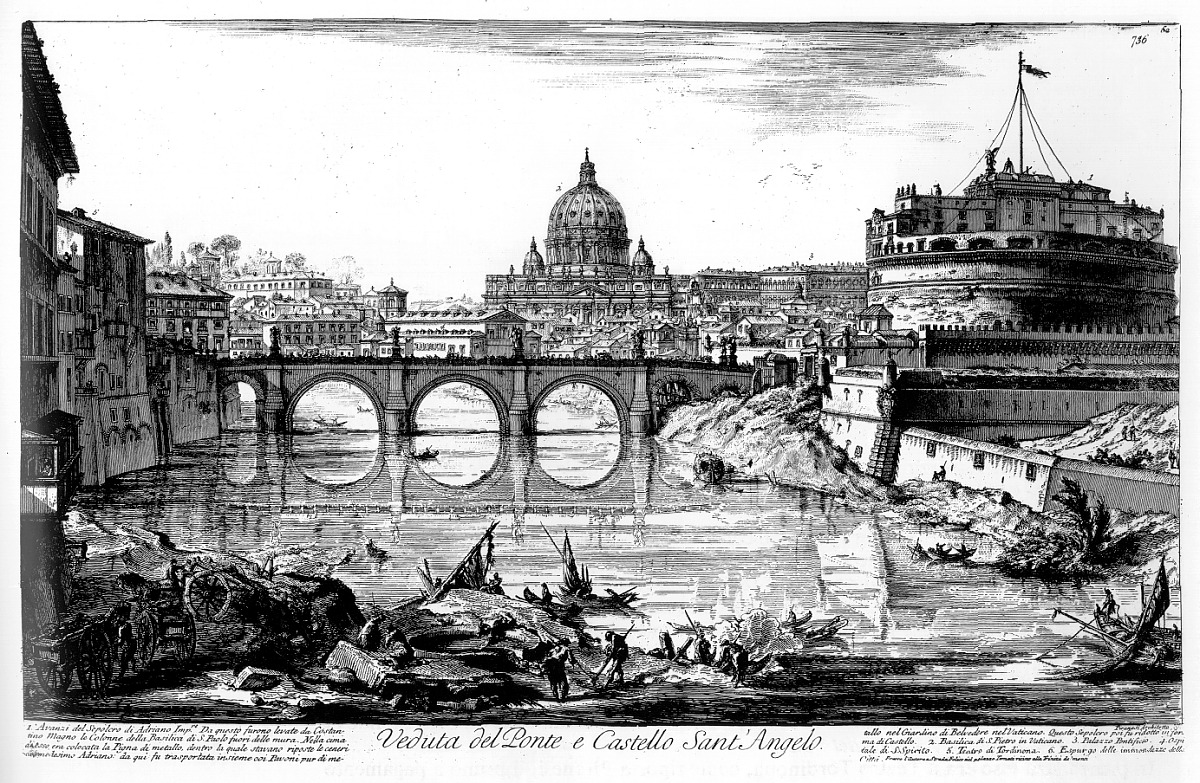
Jobbra a római Angyalvár (Castel Sant'Angelo), metszet 1748-ból

Öt héten át tartó ostrom után, 1527. június 7-én az Angyalvár kiéheztetett védői kapitulációra kényszerültek. VII. Kelemen pápa megnyittatta a kapukat, maga és életben maradt hívei a zsoldosok fogságába estek. Hosszas tárgyalások kezdődtek a császár (aki hivatalosan csak most szerzett tudomást a hadjáratról) és a fogoly pápa között. A császári zsoldosok gyűrűjében VII. Kelemen – életét féltve – kénytelen volt súlyos területi és politikai engedményeket tenni legyőzőjének. Szerződésben kötelezte magát, hogy átengedi V. Károlynak Ostia, Civitavecchia és Civita Castellana erődjeit, lemond Modena, Parma és Piacenza városairól, 400 000 dukát kártérítést fizet a császári kincstárnak, és további nagy összegű váltságdíjakat fizet fogságba esett embereinek elengedéséért. December 6-án létrejött a megegyezés, az Angyalvár köré vont ostromgyűrűt feloldották. Kelemen Orvietóba távozott. (Más források szerint még ekkor sem akarták elengedni, de ő hatalmas összeggel vesztegette meg az őrség parancsnokait, így elmenekülhetett.)
A Sacco di Roma bekövetkeztekor a kor több híres művésze is a városban tartózkodott. Az óvatosabbak még az ostromlók érkezése előtt elmenekültek, így Caravaggio Messinába, Sansovino Velencébe. A városban rekedt Peruzzi és Parmigianino úgy menekülhettek meg, hogy életük meghagyása fejében sorban megfestették a katonák portréját. A megszállók szigorának enyhülésével Parmigianino a szülővárosába, Parmába, Peruzzi Sienába menekült. Benvenuto Cellini tüzérként harcolt VII. Kelemen mellett, az Angyalvár kapitulációját követő megalázó tárgyalások után kiszabadult, Mantovába ment, a Gonzaga-család szolgálatába állt, és csak 1528-ban tért vissza Rómába.

## Következményei
A Rómában folyó mészárlás és dúlás felháborodást keltett Európa katolikus államaiban. A cognaci liga tagjai azonnal megvádolták V. Károlyt azzal, hogy ő maga rendelte el az akciót, vagy katonái az ő tudomásával és beleegyezésével hajtották azt végre, hogy a császártól elpártolt pápát megfélemlítsék, és visszatérítsék szövetségére. Maga Károly minden nyilvános megszólalásában hevesen tagadta, hogy része lett volna a Sacco di Roma előkészítésében. Amikor hírül hozták Róma feldúlását, Károly sajnálkozva gyászruhát öltött. Később saját emlékirataiban (önmagáról harmadik személyben szólva) saját ellenfeleit tette felelőssé az „incidensért”: „…a fő felelősség nem őt (azaz Károlyt) terheli, hanem azt a személyt, aki őt arra kényszerítette, hogy védekezzen ellene, és ilyen nagy hadsereget kényszerüljön felállítani, amely mint kiderült, igen nehezen tartható kordában.”
Róma kirablása és feldúlása ugyanakkor igen előnyösen szolgálta V. Károly érdekeit. A cognaci Szent Liga elveszítette a pápa támogatását. A Habsburg uralkodó fogságába esett VII. Kelemen kénytelen volt elfogadni a Károly által szabott összes feltételt. A területi és politikai engedményeken túl V. Károly azt is követelte a pápától, ismerje el őt a Szent Római Birodalom törvényes császárának. Elődjével, I. Miksa német-római császárral szemben azt követelte, hogy császári méltóságát a legmagasabb egyházi tekintély súlyával erősítse meg, és maga a pápa iktassa őt be az ősi, középkori hagyományok szerint. A legyőzött pápa minden követelést aláírt.
A császáriak még több hónapon át megszállva tartották az örök várost. 1528–29-ben folytatódott a cognaci liga háborúja. 1529. június 29-én V. Károly megkötötte VII. Kelemennel a barcelonai békeszerződést, amelynek értelmében a pápa ismét gyakorolhatta egyházfői teendőit és a  pápai állam is több tartománnyal gyarapodhatott. Ennek fejében a pápa feloszlatta a Svájci Gárdát. (Azt csak III. Pál pápa állíthatta fel ismét, 1548-ban.) 1529. augusztus 5-én megkötötték a cambrai-i békeszerződést, az ún. „a hölgyek békéjét”, amely lezárta I. Ferenc és V. Károly háborúját.
V. Károly és a pápa kiegyezésének messzebbre ható következményei is voltak. VII. Kelemen pápa alávetésével megszűnt Szapolyai János király külpolitikai támogatottsága. Az 1526 óta tartó magyarországi belháborúban V. Károly öccse, Habsburg Ferdinánd, Ausztria főhercege kerekedett felül. Másik fontos következménye az lett, hogy VII. Kelemen elnapolta (azaz gyakorlatilag elutasította) VIII. Henrik angol király válási kérelmét első feleségétől, Aragóniai Katalintól, V. Károly császár anyai nagynénjétől. Az elszigetelődött VIII. Henrik emiatt elindult azon az úton, amely 1534-re elvezetett a pápasággal való teljes szakításáig.
V. Károly 1527-ben katonailag és politikailag legyőzte VII. Kelemen pápát, aki 1529-ben az ő kegyéből került vissza pozíciójába. A győzelmes Károly bőkezű birtokadományokkal kötelezte le régi-új szövetségesét. Bécs 1529-es török ostroma is gyors megbékélésre sürgette a pápát. 1530. február 24-én, Bolognában a Szent Római Birodalom császárává koronázta V. Károlyt, éppen annak 30. születésnapján.